# Phaeogenes hispanicus
Phaeogenes hispanicus är en stekelart som beskrevs av Berthoumieu 1895. Phaeogenes hispanicus ingår i släktet Phaeogenes och familjen brokparasitsteklar. Inga underarter finns listade i Catalogue of Life.